# Jeanette Bolden
Jeanette Bolden (Los Angeles, 26 de janeiro de 1960) é uma ex-atleta velocista e campeã olímpica norte-americana.
Em Los Angeles 1984 junto com Evelyn Ashford, Alice Brown e Chandra Cheeseborough, conquistou a medalha de ouro no revezamento 4x100 metros. A vitória veio com mais de um segundo sobre a segunda colocada, do Canadá, a maior margem de vitória do 4x100 m na história olímpica , não só por ter no revezamento três das corredoras da final dos 100 m individuais – Bolden, Brown e Ashford – mas também pela forte largada de Brown, pelo qual era conhecida. Nos 100 m rasos, ela ficou na 4ª colocação.
Sofrendo de asma toda sua vida, a carreira de Bolden no atletismo chegou ao fim durante as seletivas americanas dos 100 m para os Jogos de Seul 1988, quando rompeu o tendão de Aquiles durante as quartas de final, momentos depois de Florence Griffith quebrar o recorde mundial dos 100 m que permanece até hoje – 10,49s.
Sem poder ter mais o mesmo rendimento depois da contusão, passou a ser técnica de atletismo, começando como técnica-assistente na UCLA junto com Bob Kersee, seu técnico dos tempos de atleta. Em Pequim 2008 foi a técnica-chefe da equipe feminina de atletismo americana. Hoje ela é a técnica principal da Universidade da Flórida Central.